# ROKS Ulsan (FF-951)
Pour les articles homonymes, voir ROKS Ulsan.
Le ROKS Ulsan (FF-951) est une frégate de la marine de la république de Corée, le navire de tête de la classe Ulsan. Il est nommé d’après la ville de Ulsan.

## Conception
Au début des années 1990, le plan du gouvernement sud-coréen pour la construction de navires côtiers de prochaine génération nommé Frégate 2000 a été abandonné en raison de la crise financière asiatique de 1997. Mais avec le démantèlement des destroyers de classe Gearing et la flotte vieillissante de frégates de classe Ulsan, le plan a été relancé sous le nom de Future Frigate eXperimental, également connu sous le nom de FFX, au début des années 2000.
10 navires ont été lancés et mis en service de 1980 à 1993. Ils ont 3 variantes différentes qui se compose de Flight I, Flight II et Flight III.

## Carrière
Le ROKS Ulsan a été construit par Hyundai Heavy Industries, lancé le 8 avril 1980 et mis en service le 30 décembre 1980.
Il a été désarmé le 30 décembre 2014 et placé au-dessus du sol dans la ville d’Ulsan en tant que navire musée,.